# Georgios Petrakis
Georgios Petrakis (Iraklion, 8 februari 1988) is een Grieks voormalig voetballer en huidig voetbalcoach. Zijn vader Giannis Petrakis is ook een trainer.

## Carrière
Hij speelde gedurende zijn spelersloopbaan bij een hoop clubs uit de lagere regionen van het Griekse voetbal maar kon nooit doorbreken als profvoetballer.
Nadien werd hij coach net zoals zijn vader en trainde een reeks clubs uit de lagere divisies. In 2020 was hij kort aan de slag als hoofdcoach bij Super League club PAS Lamia maar werd er als snel aan de kant geschoven. Hij ging in oktober aan de slag bij Jeunesse Esch waar hij de ontslagen Duitser Marcus Weiss opvolgde. Hij deed het seizoen uit maar vertrok naar Olympiakos Nicosia waar hij Cedomir Janevski opvolgde, in Nicosia stond hij 14 wedstrijden aan het hoofd maar werd op 22 december ontslagen.
In juli 2022 ging hij aan de slag bij Griekse tweedeklasser AE Kifisias.